# Руийяр, Гвендаль
Гвендаль Руийяр (фр. Gwendal Rouillard; род. 20 апреля 1976, Понтиви, Франция) — французский политик, депутат Национального собрания Франции.

## Биография
Родился 20 апреля 1976 года в Понтиви (департамент Морбиан). Окончил Университет Южной Бретани в Лорьяне в 2001 году, получил степень магистра современной истории. В 1998 году присоединился к движению молодых социалистов в Лорьяне, в 2002 году был избран первым секретарем отделения Социалистической партии в департаменте Морбиан и переизбран в 2005 и 2008 годах. Тесно сотрудничал с Жаном-Ивом Ле Дрианом в бытность последнего Президентом Регионального совета Бретани, работал в его администрации с 2007 года.
В 2007 году Гвендаль Руийяр стал заместителем кандидата, а затем депутата Национального собрания от 5-го избирательного округа департамента Морбиан Франсуазы Оливье-Купо и сменил ее после ее смерти в мае 2011 года. Он стал одним из трех самых молодых депутатов парламента Франции, активно занимался вопросами финансирования высших учебных заведений. 
В 2012 году он баллотируется на выборах в Национальное собрание по 5-му округу департамента Морбиан как кандидат социалистов и побеждает во втором туре при поддержке всех левых партий.
В XIV Национальном собрании Франции Гвендаль Руийяр занял пост секретаря Комитета по национальной обороне и вооруженным Силам. В 2015 году он был докладчиком по бюджету Национального военно-морского флота, подготовил отчеты для законопроектов о финансировании вооруженных сил на 2016 и 2017 годы.
Считался близким соратником Франсуа Олланда, которого, по его словам, поддерживал «более 15 лет». Когда Олланд отказался баллотироваться на новый срок в 2017 году, Гвендаль Руийяр в декабре 2016 заявил о поддержке Мануэля Вальса. После поражения последнего на праймериз Социалистической партии, незадолго до первого тура президентских выборов, Гвендаль Руийяр выступил в поддержку Эмманюэля Макрона, заявив, что, по его мнению, «Эммануэль Макрон лучше всего подходит для победы наших ценностей» и «для борьбы с Национальным фронтом». 11 мая 2017 года он объявил о выходе из Социалистической партии и присоединению к движению «Вперёд, Республика!». При поддержке последнего в июне 2017 года он победил на выборах в Национальное собрание по 5-му округу департамента Морбиан.
В мае 2014 года Гвендаль Руийяр  вместе с пятнадцатью другими парламентариями выступил за воссоединение Бретани, поддержав тем самым инициативу тогдашнего президента Регионального совета Бретани Пьеррика Масьо. Активно занимается вопросами, связанными с аутизмом, является сопредседателем комиссии по аутизму в Национальном собрании. Он выступает против государственного финансирования психоанализа для лечения этого заболевания.

## Занимаемые должности
03.2008 — 28.06.2020 — член муниципального совета города Лорьян 
 
2008 — 2014 — вице-президент агломерации Лорьян 
 
05.05.2011 — 21.06.2022 — депутат Национального собрания Франции от 5-го избирательного округа департамента Морбиан